# 閣西昌島
閣西昌島是一座位於泰國暹羅灣之附屬海灣曼谷灣中的島嶼。閣西昌島在行政體系上自成一縣，即閣西昌縣。該島隸屬於春武里府，距離最近的陸上行政區是拉差縣約12公里。

## 歷史
前幾任泰国国王包括拉瑪四世、拉瑪五世以及拉瑪六世都曾拜訪過這座島嶼。其中拉瑪五世在此建立夏宮：布拉楚他圖宮（พระจุฑาธุชราชฐาน）。1893年當時掌控寮國的法國為擴張勢力而入侵錫江島，皆時布拉楚他宮因而被破壞。1900年泰王在曼谷重建夏宮，這座重建的夏宮就是現在的維曼默宮。

## 外部連結
- 閣西昌縣官方網站 (泰語)
- Amphoe Ko Sichang from amphoe.com (泰語)
- 春武里府官方網站 (泰語)